# César Auguste de Choiseul de Plessis-Praslin
Pour les autres membres de la famille, voir Maison de Choiseul.
César III Auguste de Choiseul de Plessis-Praslin est un militaire français, né en 1637 et mort à Paris, le 12 avril 1705.

## Biographie
Quatrième fils du duc César de Choiseul du Plessis-Praslin et de son épouse Colombe le Charron, première dame d'honneur de la duchesse d'Orléans. Il sera présenté dans l'ordre de Saint-Jean de Jérusalem , mais ne présentera pas ses vœux pour pouvoir se marier en 1681. Il est abbé commendataire de l'abbaye Saint-Sauveur de Redon et de l'abbaye Saint-Florentin de Bonneval. Il porte alors le nom de Chevalier du Plessis-Praslin.
Il commença à servir dans l'armée comme colonel d'un régiment d'infanterie, et obtint en 1669 un brevet de maréchal de camp pour aller servir à Candie.
il participe à la bataille d'Arnheim en Hollande, en compagnie de son frère aîné, Alexandre de Choiseul du Plessis-Praslin, lequel est tué d'un coup de canon le 14 juin 1672.
Le 30 juillet 1681, il épouse Louise-Gabrielle de La Baume le Blanc de la Vallière, (1665-1698), fille de Jean-François, marquis de la Vallière, baron de Maisons-Fort, gouverneur et sénéchal de Bourbonnais (frère aîné de la duchesse de La Vallière), et de Gabrielle Glé de la Cotarday, dame du palais de la reine Marie-Thérèse d'Autriche.
En 1683 naît son premier enfant : Marie-Louise Gabrielle.
Le 28 avril 1684, il participe au Siège de Luxembourg, au cours duquel son neveu perd la vie et devient de ce fait duc et pair. Il est fait premier gentilhomme de la Chambre du duc d'Orléans. Il est nommé en survivance en juin 1672. Puis il devient titulaire le 23 décembre 1675. Il est estimé par Horowski qu'il démissionne en 1683.
Le 10 novembre 1688, sa femme met au monde un garçon : N… . Le 2 décembre 1688, le roi le nomme chevalier de ses Ordres. Il reçoit le collier et la croix le 1er janvier 1689. Il servit cette même année et en 1690 dans l'armée de Flandres et commanda l'aile droite de l'armée française à la bataille de Fleurus, le 1er juillet 1690. Le 13 août 1690, il perd son fils en bas âge. Il fit encore la campagne de 1692 en Flandres et commanda la maison du Roi à la bataille de Steinkerque le 3 août 1692.
Le 5 octobre 1692, son épouse met au monde leur troisième enfant : Marie-Louise Thérèse, qui sera baptisée avec sa sœur aînée le 30 janvier 1694.
Il est envoyé en otage en septembre 1696 à Turin, dans le cadre de l'exécution du traité de paix avec le duc de Savoie, et rentre à Paris en janvier 1697 où il visite sa femme de laquelle il est séparé sans en être divorcé. Cette épouse volage, « belle et faite en déesse […] avait eu des galanteries en nombre, et qui avaient fait grand bruit ». C'est la vie dissolue de cette femme qui l'empêchat d'obtenir son bâton de maréchal. Lui ne voulait que les garçons et laissait mourir ses filles de faim. Lorsqu'elle sut qu'elle était enceinte, son épouse cacha sa grossesse à son mari, craignant peut-être que l'enfant ne soit pas de lui. Elle accoucha le 8 octobre 1697 d'une fille qu'elle prénomma Augustine Françoise et qu'elle confia à son amie Marie-Françoise marquise de Pompadour, marquise de Hautefort par son mariage, qui va élever l'enfant sous le pseudonyme de Mlle de Saint-Cyr, du nom d'une de ses terres. Le père finira par avoir connaissance de cette enfant, dont l'oncle paternel, le duc de la Vallière, détournera l'héritage et auquel la demoiselle fera un procès retentissant qu'elle gagnera la déclarant fille de Mr de Choiseul et de Mme son épouse. L'année suivante, son épouse meurt le 7 novembre 1698.
Il se remarie le 4 mai 1699, avec Marie Bouthillier de Chavigny, veuve de Nicolas Brulart de Sillery, seigneur et marquis de la Borde, Sombernon, de Memont, du Malain, de Mussey, premier président au Parlement de Bourgogne, et fille de Léon Bouthillier, comte de Chavigny et du Busançois, ministre et secrétaire d'État, commandeur et grand trésorier des ordres du roi, gouverneur des villes et citadelle d'Antibes et du château de Vincennes, et d'Anne Phelyppeaux de Ville-Savin.
Il meurt le 12 avril 1705 et est inhumé le 14 du même mois au couvent des Feuillants, rue Saint-Honoré à Paris.

## Titres
- 1650 : chevalier de Plessis-Praslin
- Vicomte de Saint-Jean
- 1652-1681 : abbé commendataire de l'Abbaye Saint-Sauveur de Redon
- 14 juin 1672 : comte de Plessis-Praslin, au décès de son frère aîné Alexandre de Choiseul
- 1677 : lieutenant général des Ville, Province, Comté et Évêché de Toul.
- 1684 : duc et pair de France

## Grades
- vers 1665 : colonel
- 1669 : maréchal de camp
- 25 février 1677 : lieutenant général des armées du roi

## Campagnes
- 1669 - Siège de Candie sous le commandement de François de Rose, marquis de Provenchère et de François de Vendôme, duc de Beaufort. Siège levé le 21 août 1669
- 1672 - Siège d'Arnheim en Hollande et prise de la ville où son frère aîné est tué. Il prend alors le titre de comte du Plessis-Praslin.
- juillet 1672 - , Investit et prend Gennep.
- 1672 - Siège de Grave et prise de la ville.
- 1673 - Fait la campagne sous le commandement de Turenne.
- 16 juin 1674 - Bataille de Sinsheim, sous le commandement de Turenne.
- 19 mai 1675 - Siège de Dinant.
- 29 mai 1675 - Prise du château de Dinant et occupation de la ville par les troupes françaises, sous le commandement du maréchal François de Créquy.
- 1677 - Siège de Valenciennes
- mars 1677 - Siège de Saint-Omer, sous les ordres de Philippe d'Orléans frère cadet de Louis XIV
- 11 mars 1678 - Siège de Gand et prise de la ville
- 25 mars 1678 - Siège de Ypres et prise de la ville
- 11 avril 1677 - Bataille de la Peene
- 20 avril 1677 - Siège et prise de la ville de Saint-Omer
- 28 avril 1684 - Siège de Luxembourg
- 1689 - 1690 - Armée de Flandres
- 1er juillet 1690 - Bataille de Fleurus
- 3 août 1692 - Bataille de Steinkerque

## Faits d'armes
- juillet 1672. Investit avec un corps de troupes, Gennep sur le Rhin, qui se rendit à son approche.

## Décorations
- 2 décembre 1688 - Ordre de Saint-Michel et Ordre du Saint-Esprit.

## Armoiries

- D'azur à la croix d'or cantonnées de dix huit billettes du même; cinq dans chaque canton au chef, ordonnées 2,1 et 2 et quatre dans chaque canton de la pointe, ordonnées 2 et 2

## Devise
- Choiseul à la rescousse, à moi Bassigny cri de guerre de la famille.

## Propriétés
- Seigneurie de Plessis-Praslin